# Jan Ryłko
Jan Ryłko (ur. 1954 w Cieszynie) – polski działacz społeczny na Zaolziu, w latach 2009-2017 przewodniczący Polskiego Związku Kulturalno-Oświatowego. 

## Życiorys
Po ukończeniu średniej szkoły ekonomicznej w Czeskim Cieszynie studiował ekonomię na Uniwersytecie Warszawskim. Po powrocie do kraju pracował w sklepie w Cierlicku oraz spółdzielni Jednota/Jedność w Czeskim Cieszynie. Po upadku komunizmu był prywatnym przedsiębiorcą. W 1991 stanął na czele Miejscowego Koła PZKO w Jabłonkowie. W 2009 został wybrany przewodniczącym Polskiego Związku Kulturalno-Oświatowego, zastępując na tym stanowisku Zygmunta Stopę. Pełnił tę funkcję do 2017. 
Żonaty, ma czworo dzieci. Z wyznania jest katolikiem. 
Odznaczony Złotym Krzyżem Zasługi (2005) oraz Krzyżem Kawalerskim Orderu Zasługi Rzeczypospolitej Polskiej (2016)